# Хоркувка (гміна, Коросненський повіт)
Ґміна Хоркувка (пол. Gmina Chorkówka) — колишня (1934—1939 рр.) сільська ґміна Коросненського повіту Львівського воєводства Польської республіки (1918—1939) рр. Центром ґміни було село Хоркувка.

1 серпня 1934 р. було створено ґміну Хоркувка в Коросненському повіті. До неї увійшли сільські громади: Бубрка, Хоркувка, Фалішувка, Кобиляни, Копитова, Лєснювка, Ленкі, Махнувка, Порай, Сулістрова, Вєтжно, Зренцін і Жеґльце.